# Al-Dahna
El desert d'Al-Dahna (àrab: صحراء الدهناء, ṣaḥrāʾ ad-Dahnāʾ) és la divisió central del desert d'Aràbia. és un arc llarg, d'un miler de km, i estret de desert de dunes o nafud (amplada variant entre 10 i 75 km), a l'Aràbia Saudita. Uneix el Gran Nafud del nord-oest amb el Rub al-Khali al sud. La zona no disposa d'aigua. Forma de facto el límit entre el Najd i la Província Oriental (Aràbia Saudita), antiga província d'al-Hassà o al-Ahsa. Les tribus que pasturen la zona són els Banu Xammar, els harb, els mutayr, els subay, els suhul, els al-dawasir, els al-udjman, els kahtan i els al-sulaba.
El desert és una sèrie de set deserts successius, separats entre si per planes. Passen les carreteres Al-Dahnā, enllaçant Kuwait amb Al-Zilfī i Riyadh i connectant Riad amb Hasa.

## Coves
Sota els durs deserts de l'Aràbia Saudita hi ha cambres fosques i complexos laberints plens d'estructures de cristalls, estalactites i estalagmites. El sòl de pedra calcària de l'altiplà de Summan, una zona karst a l'est del desert d'ad-Dahna, està ple de coves d'aquest tipus, conegudes localment com Dahls. Alguns tenen entrades petites que s'obren a coves, d'altres condueix a un laberint de passatges que poden fer diversos quilòmetres. Els beduïns locals sempre han conegut aquestes coves i algunes van ser utilitzades com a subministraments d'aigua. Van ser estudiades sistemàticament per primera vegada el 1981, i posteriorment explorades i informades pel Saudi Geological Survey).